# Herochroma subspoliata
Herochroma subspoliata är en fjärilsart som beskrevs av Louis Beethoven Prout 1916. Herochroma subspoliata ingår i släktet Herochroma och familjen mätare. Inga underarter finns listade i Catalogue of Life.